# Entoloma exile

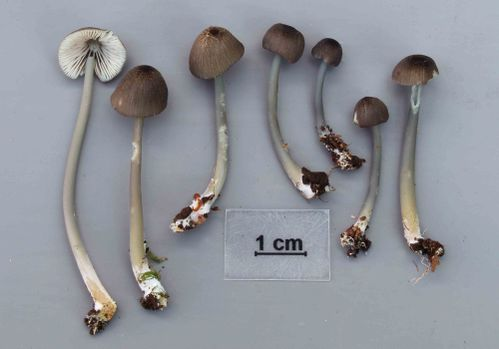

Entoloma exile (Fr.) Hesler – gatunek grzybów z rodziny dzwonkówkowatych (Entolomataceae).

## Systematyka i nazewnictwo
Pozycja w klasyfikacji według Index Fungorum: Entoloma, Entolomataceae, Agaricales, Agaricomycetidae, Agaricomycetes, Agaricomycotina, Basidiomycota, Fungi.
Po raz pierwszy gatunek ten opisał w 1818 r. Elias Fries, nadając mu nazwę Agaricus exilis. Obecną nazwę nadał mu Lexemuel Ray Hesler w 1967 r. Ma 13 synonimów. Niektóre z nich:
- Leptonia pyrospila Romagn. ex P.D. Orton 1960
- Rhodophyllus pyrospilus (Romagn. ex P.D. Orton) M.M. Moser 1967[2].

## Morfologia
Kapelusz
Średnica 5–20 mm, początkowo stożkowaty, dzwonkowaty lub półkulisty, później wypukły z garbkiem, lekko lub wyraźnie zagłębionym środkiem, rzadko głęboko pępówkowaty, z brzegiem początkowo podwiniętym, potem prostym, dość ostrym, higrofaniczny; przezroczyście prążkowany co najmniej do połowy promienia. Powierzchnia na środku drobno pomarszczona lub delikatnie łuskowata, reszta zazwyczaj promieniście włókienkowata, prawie gładka, w stanie wilgotnym blado żółtobrązowa lub blado szarobrązowa, często z sino lub oliwkowym odcieniem, środek zawsze wyraźnie ciemniejszy, po wyschnięciu brudnobiała.
Blaszki
Od 12 do 30, l = 1–5, raczej rzadkie, szeroko przyrośnięte lub zbiegające ząbkiem, początkowo bladoszare lub sine, potem bladoróżowe. Ostrza postrzępione tej samej barwy lub brązowawe.
Trzon
Wysokość 20–60 mm, grubość 1–3 mm, cylindryczny, czasami przy podstawie rozszerzony. Powierzchnia bladoszara, blado żółtawo-ochrowa lub bladobeżowa, często ze słabym, ale wyraźnym zielonkawym odcieniem, wierzchołek drobno oprószony lub nie, dolna część gładka, błyszczący, przy podstawie z białą grzybnią. Uszkodzony często zmienia kolor na czerwony.
Miąższ
Kruchy, blady o niewyraźnym zapachu i smaku.
Cechy mikroskopowe
Podstawki 4-zarodnikowe bez sprzążek. Zarodniki 9–12,5 × 6–8(-9) µm, Q = 1,2–1,7, w widoku z boku 5–7–kątne. Krawędź blaszek sterylna. Cheilocystydy 20–100(–120) x 5–20 µm, cylindryczne do maczugowatych, czasem septowane, bardzo obfite, tworzące na brzegach gęste skupiska, często z brązowym pigmentem wewnątrzkomórkowym. Strzępki skórki w kapeluszu cylindryczne lub nieco napęczniałe, o szerokości 5–12 µm, typu przejściowego między cutis a trichoderma, lub typu trichoderma, złożone z nabrzmiałych elementów końcowych o wymiarach 40–100 × 10–25 um. W strzępkach skórki jasnobrązowy, wewnątrzkomórkowy pigment. Brak sprzążek.

## Występowanie i siedlisko
Podano występowanie Entoloma exile głównie w Europie i w Ameryce Północnej, poza tym na pojedynczych stanowiskach w Ameryce Południowej i na wyspach Oceanu Indyjskiego. W Europie jest szeroko rozprzestrzeniony, miejscami dość powszechny, głównie w regionach borealnych, atlantyckich i górskich zachodniej i północnej Europy. Brak go w wykazie wielkoowocnikowych grzybów podstawkowych Polski Władysława Wojewody z 2003 r. Po raz pierwszy w Polsce jego stanowiska podano w 2018 r.
Grzyb naziemny występujący na łąkach, wałach przeciwpowodziowych, na murawach kserofitycznych oraz na wilgotnych, kwaśnych zaroślach z mchami. Owocniki tworzy od lipca do listopada.